# یواس‌اس توپکا (اس‌اس‌ان-۷۵۴)
یواس‌اس توپکا (اس‌اس‌ان-۷۵۴) (به انگلیسی: USS Topeka (SSN-754)) یک زیردریایی بود که طول آن ۱۱۰٫۳ متر (۳۶۱ فوت ۱۱ اینچ) بود. این زیردریایی در سال ۱۹۸۸ ساخته شد.